# Musikjahr 1499
Liste der Musikjahre

1495 | 1496 | 1497 | 1498 | Musikjahr 1499 | 1500 | 1501 | 1502 | 1503 | ► | ►►

Weitere Ereignisse
Dieser Artikel behandelt das Musikjahr 1499.

## Ereignisse

### Heiliges Römisches Reich

#### Burgundische Niederlande
- Jheronimus de Clibano wirkt in den Jahren 1499 bis 1500 möglicherweise als Chorleiter an der Liebfrauenkathedrale in Antwerpen in der Nachfolge von Jacob Obrecht.[1]

### Italienische Staaten

#### Kirchenstaat
- Marbrianus de Orto hat ab Dezember 1483 eine Stelle in der päpstlichen Kapelle in Rom und gehört ihr bis zum Jahr 1499 an.[2]

#### Republik Venedig, Markgrafschaft Monferrat und Herzogtum Mailand
- Bartolomeo Tromboncino hält sich im Mai 1499 in Vicenza auf; im Juni desselben Jahres wirkt er in einer Komödie von Galeotto del Carretto in Casale Monferrato mit; und er ist im Oktober desselben Jahres mit Francesco II. Gonzaga und König Ludwig XII. in Mailand und Pavia.[3]

### Königreich England
- Der englische Komponist Robert Cowper ist von 1499 bis 1513 Rektor von Lydiard Tregoz in Gloucestershire.[4]
- John Fowler ist von 1499 bis 1518 Mitglied der Chapel Royal.[5]
- William Rasar wird 1499 als Chormitglied in die St. George’s Chapel in Windsor aufgenommen und wirkt hier bis mindestens 1504.[6]
- John Sygar ist wahrscheinlich von 1499 bis 1501 Kaplan des Chors des King’s College in Cambridge.[7]

### Königreich Frankreich
- Rodolphe de Sainne ist von 1499 bis 1514 Organist an der Kathedrale von Rouen.[8]

### Königreich Kastilien
- Pedro de Escobar ist von 1489 bis 1499 Sänger im Chor der königlichen Kapelle von Isabella I.[9]
- Pedro Hernández de Tordesillas ist vom 1. Januar 1499 bis zum Tod von Königin Isabella I. im Jahr 1504 Mitglied der kastilische Königskapelle.[10]

## Instrumental- und Vokalmusik (Auswahl)
- Johannes Winterburger – Missa de Requiem

## Geboren

### Geburtsdatum gesichert

Johann Neefe; * 29. August

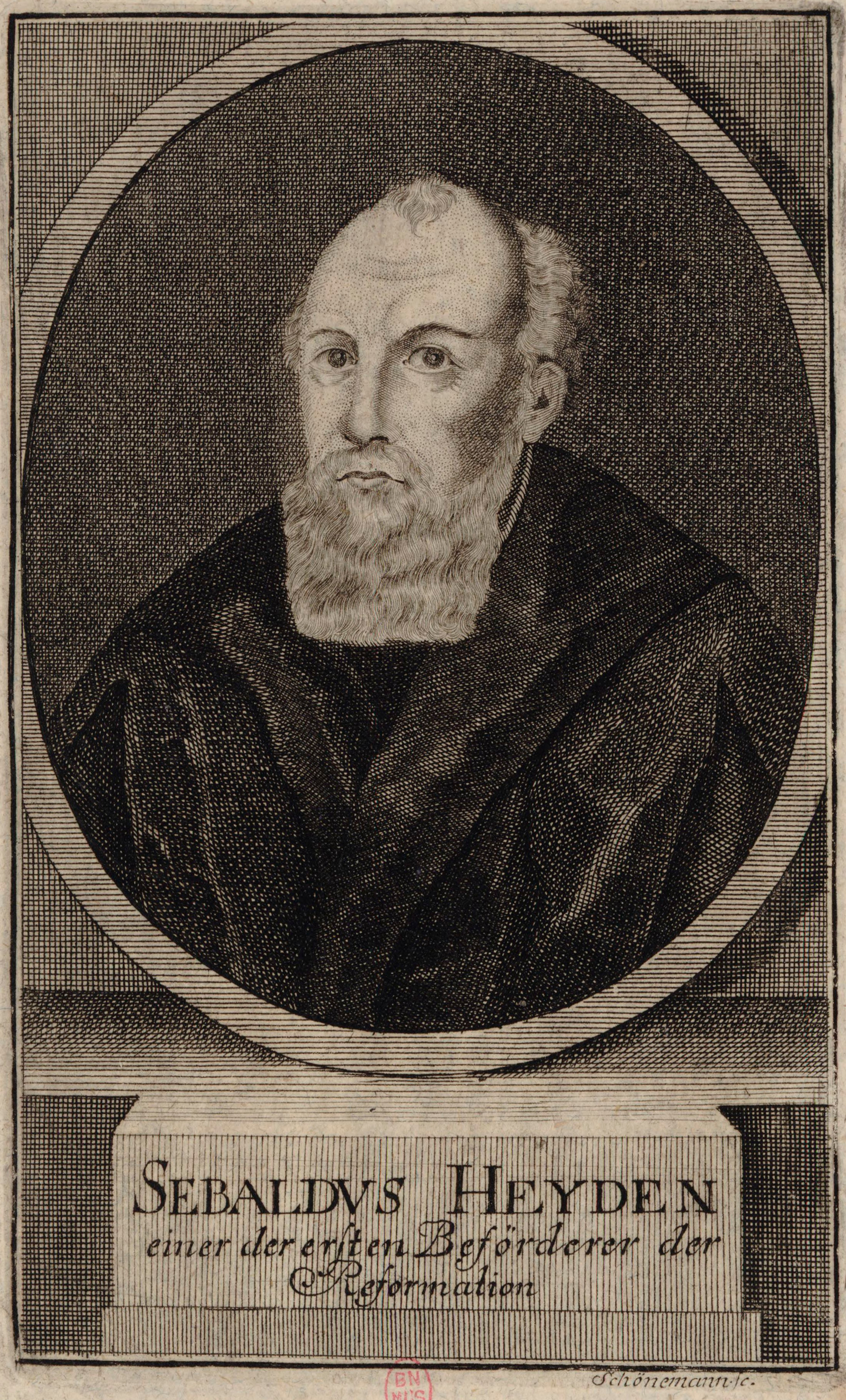
Sebald Heyden; * 8. Dezember

- 28. Juni: Pietro Paolo Ragazzoni, italienischer Komponist († um 1580)[11]
- 29. August: Johann Neefe, Leibarzt der Kurfürsten Moritz und August von Sachsen und Kurator der Hofkapelle zu Dresden († 1574)
- 08. Dezember: Sebald Heyden, deutscher Kantor, Schulleiter, Musiktheoretiker und geistlicher Dichter († 1561)

### Genaues Geburtsdatum unbekannt
- Thomas Blarer, deutscher Kirchenliederdichter († 1567)
- Adrianus Petit Coclico, franko-flämischer Komponist, Sänger und Musiktheoretiker († nach September 1562)

### Geboren um 1499
- Bernardino de Sahagún, spanischer Missionar, Ethnologe und Komponist († 1590)

## Gestorben

### Todesdatum gesichert
- 01. Oktober: Marsilio Ficino, Philosoph, Humanist, Musiktheoretiker und Arzt († 1499)[12]

### Genaues Todesdatum unbekannt
- Stephan Kaschendorf, deutscher Orgelbauer (* um 1425)[13]
- Jean Le Munerat, französischer Sänger und Gelehrter (* um 1430)[14]
- Giorgio Valla, italienischer Mediziner, Astronom, Philologe und Musikologe (* um 1447)
- Verjus, französischer Sänger (* um 1435)[15]